# قتيبة (اسم)
قتيبة هو اسم علم مذكر من أصل عربي،
وقتيبة بن مسلم الباهلي (ت 96هـ) قائد مسلم توغل في الشرق حتى أطراف الصين.

## شخصيات تحمل الاسم
- قتيبة الجبوري (17 أكتوبر 1973 – )
- قتيبة الجنابي
- قتيبة الشهابي (1934 – 2008)
- قتيبة بن سعيد
- قتيبة بن مسلم الباهلي (قائد عسكري عربي مسلم، 668 – 715)

## وصلات خارجية
- موسوعة السلطان قابوس لأسماء العرب نسخة محفوظة 5 أبريل 2019 على موقع واي باك مشين.